# Крижаний супутник

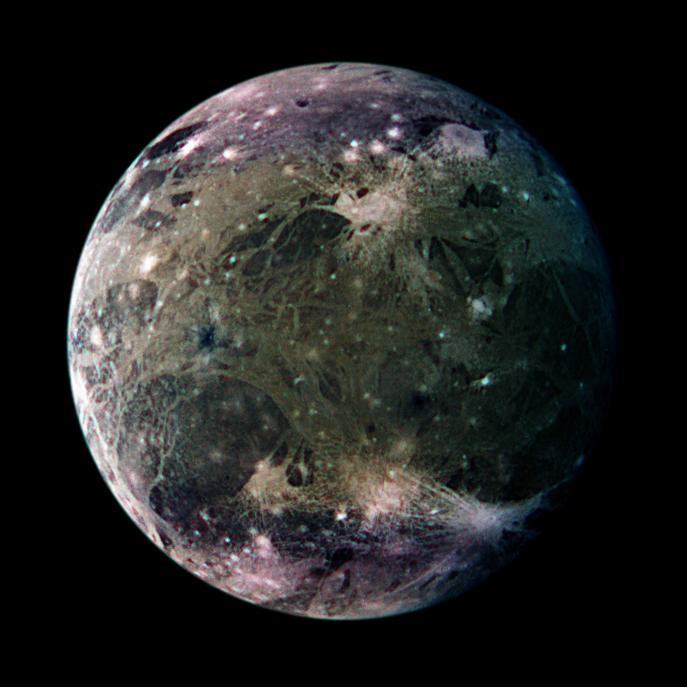
Ганімед у несправжніх кольорах

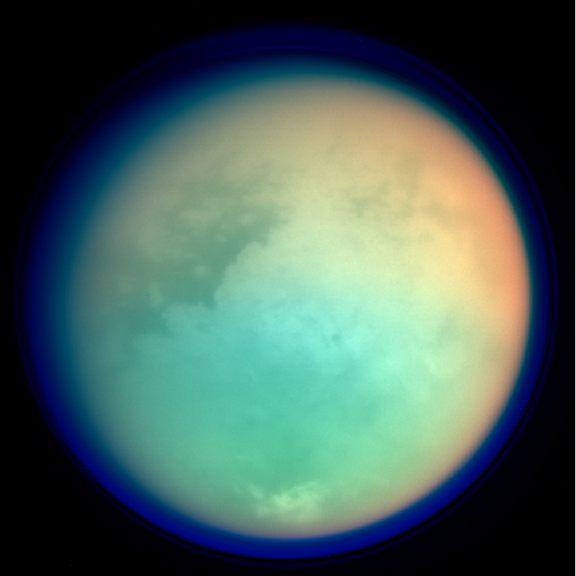
Титан

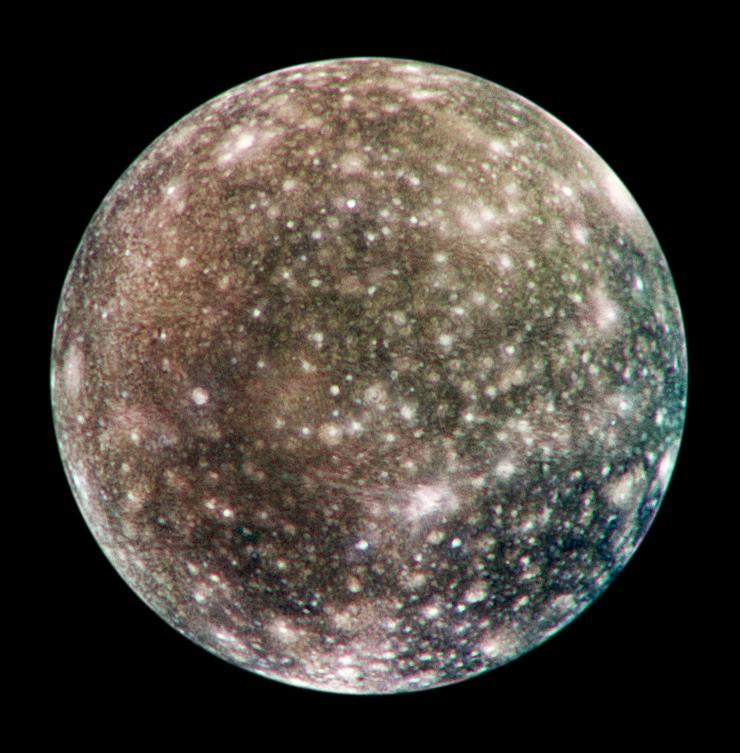
Каллісто

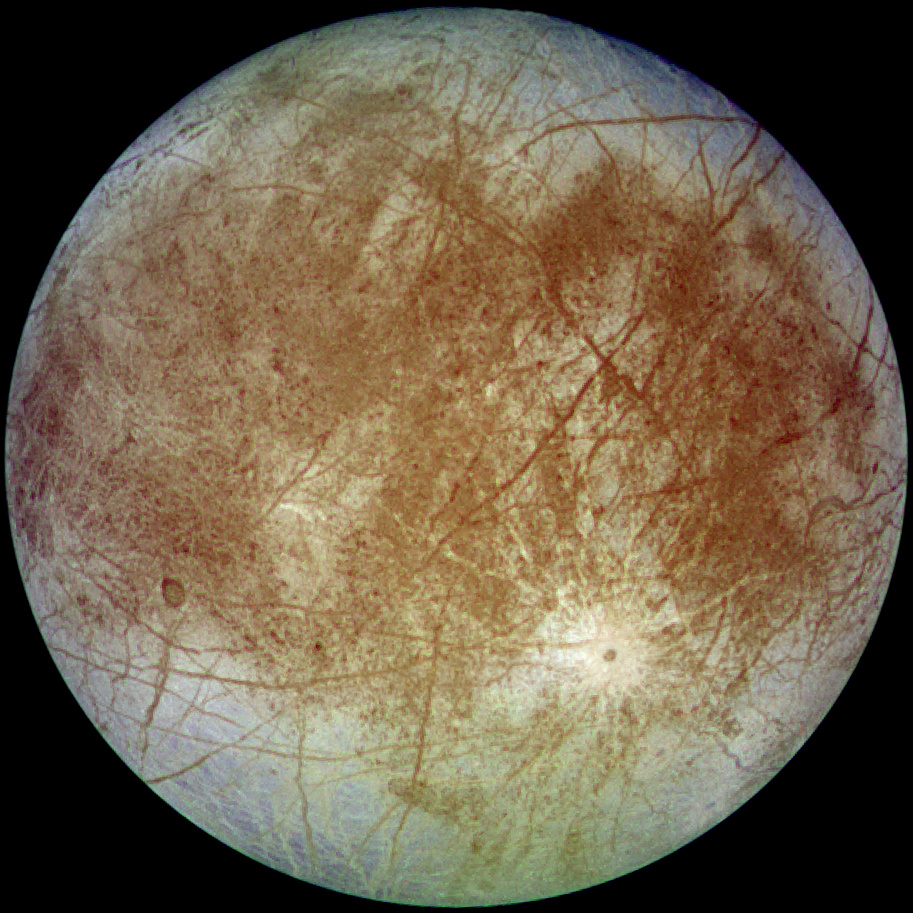
Європа

Крижані супутники — клас природних супутників, поверхня яких складається переважно з водяного льоду. Під поверхнею крижаних супутників може існувати океан, а всередині може бути силікатне чи металічне ядро. Вважається, що вони можуть складатися з льоду-2 або інших поліморфних модифікацій водяного льоду.
Крижані супутники зігріваються припливними силами. На деяких із них існує кріовулканізм (найбільш вивчений приклад — супутник Сатурна Енцелад).
У Сонячній системі всі відомі супутники діаметром понад 450 км (крім Іо та Місяця) є крижаними. Крижаними також є багато карликових планет: Церера і Гаумеа покриті переважно водяним льодом, Плутон — азотним, а Макемаке та Ерида — метановим.

## Орбіти
Усі відомі крижані супутники належать планетам-гігантам, орбіти яких у Сонячній системі лежать ззовні від снігової лінії. Крім того, крижані супутники не можуть формуватися у внутрішніх областях протосупутникового диска, температура в яких (на ранніх стадіях формування планети) занадто висока для конденсації льодів.
Вважається, що супутник Юпітера Європа за масою на 8 % складається з льоду і води (і на 92 % зі скельних порід). Два зовнішніх галілеєвих супутника, Ганімед і Каллісто, містять ще більший відсоток льоду, оскільки формувалися далі від гарячого прото-Юпітера.
Крижаний супутник Сатурна Титан схожий на Землю більше, ніж усі інші тіла Сонячної системи; на його поверхні є стабільні моря й озера з рідких вуглеводнів.

## Галерея

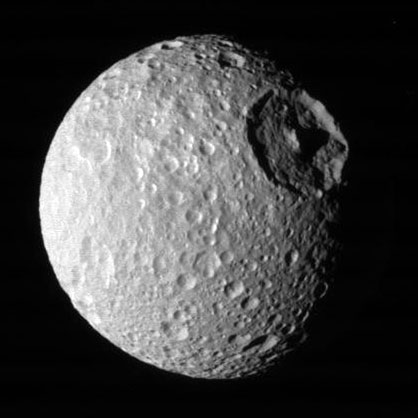
Мімас
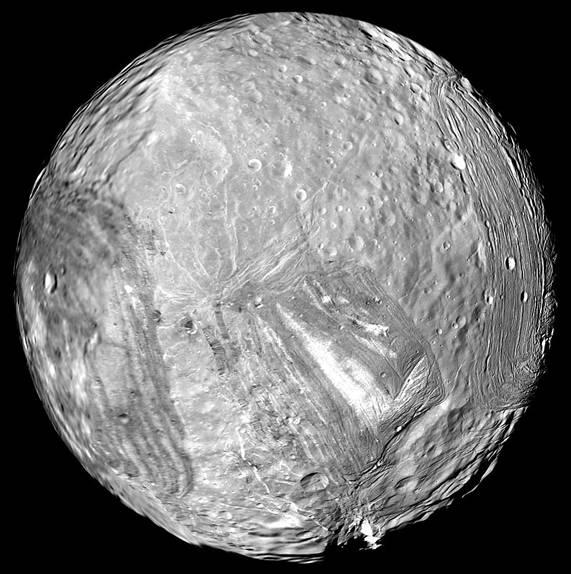
Міранда
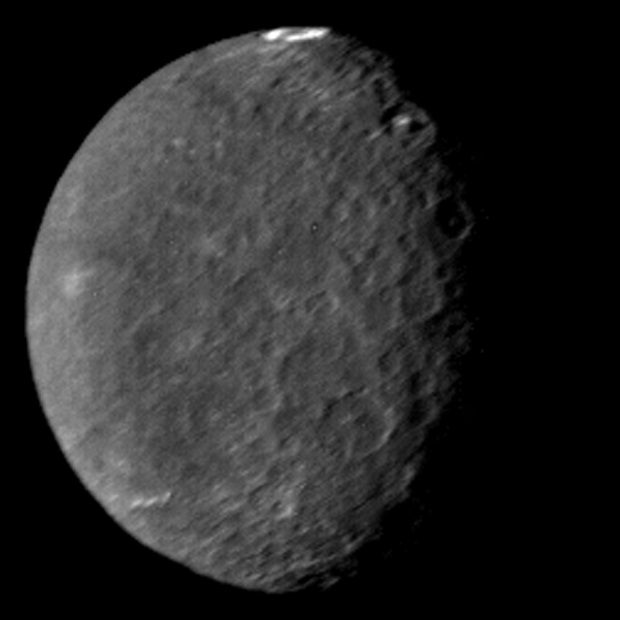
Умбріель
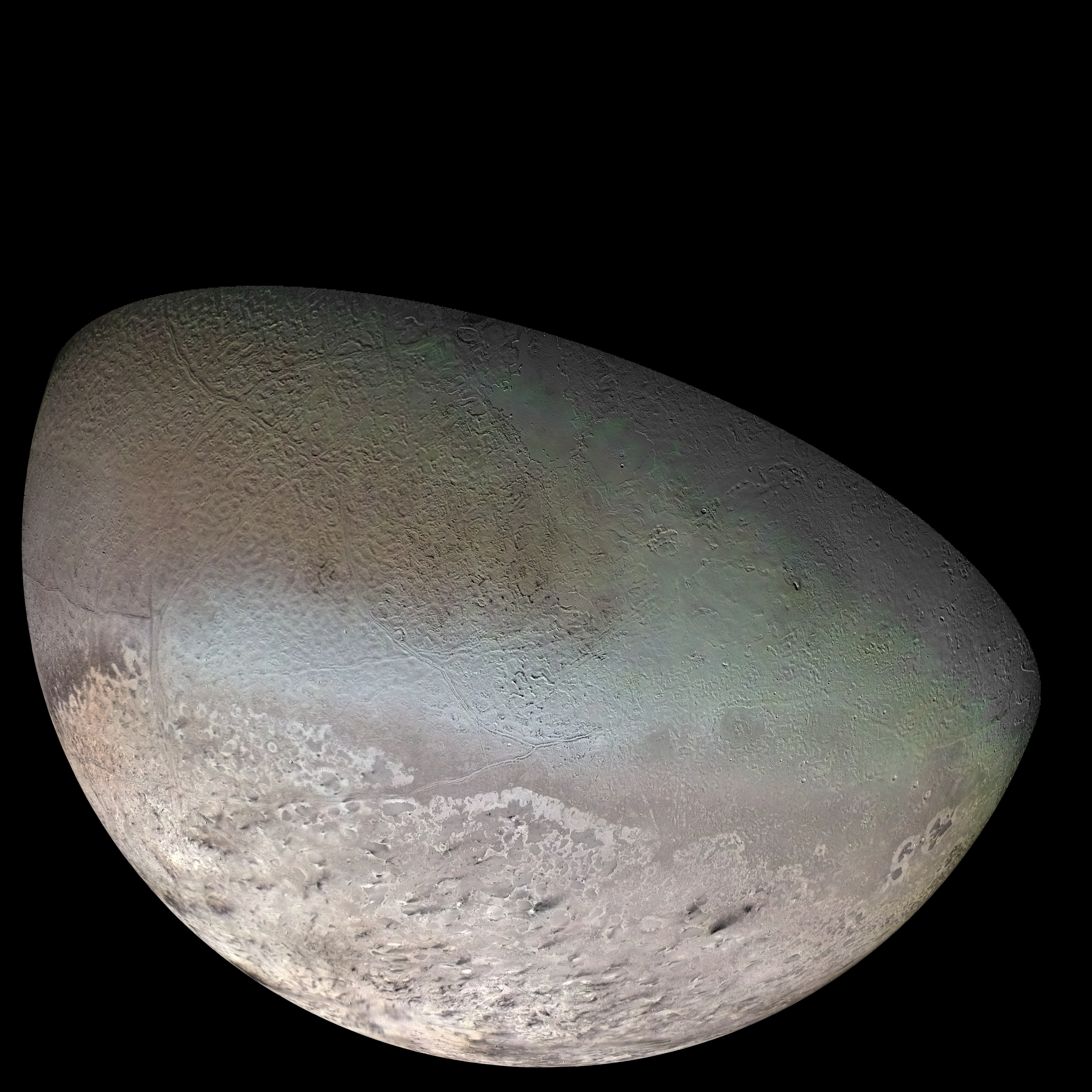
Тритон
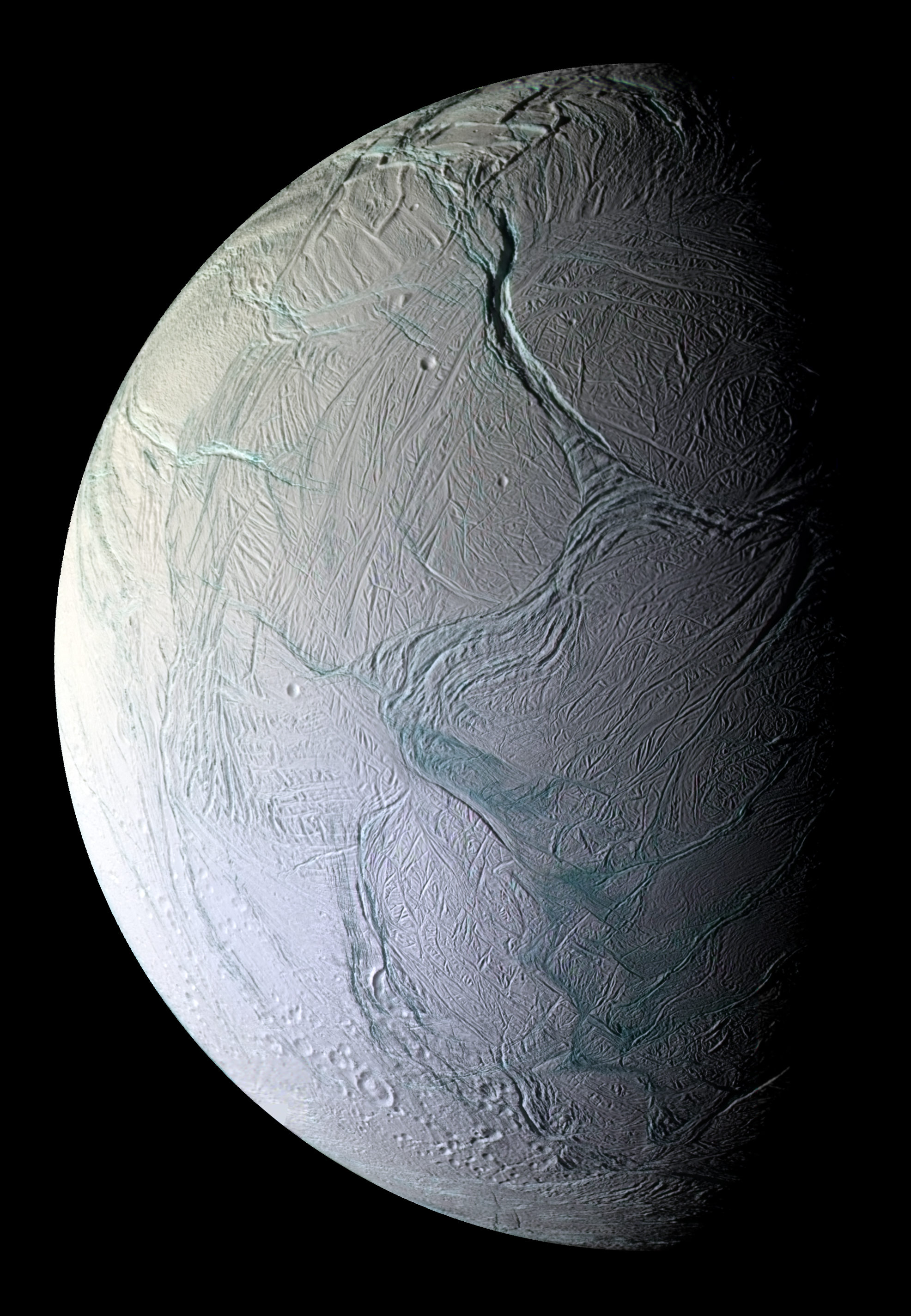
Енцелад